# کاخ مظفری اوشان
کاخ مظفری اوشان مربوط به دوره قاجار است و در شهرستان اوشان واقع شده است.
یکی از بناهای تاریخی در اوشان. در دامنۀ شمالی ارتفاعات جنوبی اوشان و در کنار رودخانه‌ای که از شمال غربی به سوی جنوب شرقی جریان دارد، در محلۀ اردوگاه آبادی اوشان، ساختمانی وجود دارد که به دورۀ قاجاریه مربوط است و به کاخ مظفری شهرت دارد. این بنا را مظفرالدین شاه به‌عنوان اقامتگاهی ییلاقی ساخت. برپایۀ اظهار مردم محلی، او تنها در یکی دو تابستان از آن استفاده کرد
این اثر در تاریخ ۱ مهر ۱۳۸۲ با شمارهٔ ثبت ۱۰۳۹۰ به‌عنوان یکی از آثار ملی ایران به ثبت رسیده است.